# João António Ferreira de Moura
João António Ferreira de Moura (Mogadouro, 13 de Julho de 1779 — 17 de Julho de 1840), 1.º barão de Mogadouro, foi um magistrado, bacharel em Direito pela Universidade de Coimbra, que exerceu importantes funções na fase inicial do regime liberal. Foi conselheiro de Estado (de 30 de Março de 1821 a 6 de Março de 1823), deputado às Cortes Gerais e Extraordinárias da Nação Portuguesa (1821-1822), prefeito da Província Oriental dos Açores (1833-1836) e administrador-geral (o equivalente a governador civil) dos distritos de Ponta Delgada (1836), de Castelo Branco (1836-1838), da Guarda (1838) e do Porto (1838-1840).

## Biografia
Bacharel em Direito pela Universidade de Coimbra, ingressou na magistratura, tendo sido sucessivamente juiz de fora em Alijó, Trancoso e Bragança. Era corregedor em Vila Real quando ocorreu a Revolução Liberal do Porto à qual aderiu. No ano imediato foi eleito deputado às Cortes Gerais e Extraordinárias da Nação Portuguesa (1821-1822), tendo participado activamente na elaboração da Constituição Portuguesa de 1822. Foi conselheiro de Estado de 30 de Março de 1821 a 6 de Março de 1823.
Liberal convicto, em 1828 foi obrigado a emigrar para a Inglaterra em 1828, de onde partiu para a ilha Terceira com as forças liberais. Permaneceu nos Açores após o Desembarque do Mindelo, sendo nomeado prefeito da Província Oriental dos Açores a 1 de Julho de 1833, transitando em 1836, devido à extinção desta, para o cargo de administrador-geral interino do Distrito de Ponta Delgada, criado naquele ano em substituição daquela Província.
Foi nomeado em 8 de junho de 1836 para o cargo de administrador-geral do Distrito de Castelo Branco, cargo que exerceu até ser nomeado a 10 de Abril de 1838 para igual cargo no Distrito da Guarda. A 1 de Dezembro de 1838 foi nomeado para igual cargo no Distrito do Porto.
Foi também comendador da Ordem de Cristo e por Decreto de 12 de Outubro de 1839 da rainha D. Maria II de Portugal foi agraciado com o título de barão de Mogadouro, em duas vidas.